# Spelaeodiscidae
Die Spelaeodiscidae sind eine kleine Familie der Schnecken aus der Unterordnung der Landlungenschnecken (Stylommatophora). Sie enthält derzeit etwa 15 Arten.

## Merkmale
Die Gehäuse sind rechtsgewunden, selten auch linksgewunden. Sie sind meist sehr klein (unter 5 mm) und abgeflacht-konisch. Während die embryonalen Windungen mit einer feinen Granulierung versehen sind, weisen die postembryonalen Windungen eine mehr oder weniger deutliche radiale Berippung auf. Die Mündung kann Zähne aufweisen, aber Lamellen fehlen. Der Mündungsrand ist umgebogen und meist verbreitert; nur selten ist der Mündungsrand einfach gestaltet. Der Nabel ist offen, die Tiefe variiert jedoch. Im zwittrigen Genitalapparat sind Penis und Epiphallus vorhanden. Die Prostata ist relativ kurz bis mittellang mit wenigen Azini. Der  Blindsack und der Penisanhang sind immer vorhanden. Der Stiel der Spermathek ist deutlich angeschwollen und ohne Divertikel. Einige Arten der Gattung Spelaeodiscus sind blind. 

## Geographische Verbreitung und Lebensweise
Fast alle Arten der Familie Spelaeodiscidae sind in Südosteuropa beheimatet. Lediglich eine Art dringt auch bis Südpolen vor. Sie leben dort sehr versteckt unter Steinen oder sind ausgesprochene Höhlenbewohner. Daher sind bei einigen Arten die Augen reduziert.

## Systematik
Die Familie Spelaeodiscidae ist inzwischen von vielen Autoren anerkannt. Die Websites Fauna Europaea und Molluscs of central Europe behandeln das Taxon als Unterfamilie der Strobilopsidae. Francisco Welter Schultes in AnimalBase stellt die Gattung Spelaeodiscus dagegen zu den Pupillidae. Es bestehen kleinere Unterschiede über die Anzahl der enthaltenen Gattungen bzw. deren Status. Die Arten stellen nur eine Auswahl dar.
- Familie Spelaeodiscide Steenberg, 1925
  - Gattung Spelaeodiscus Brusina, 1886 (mit den Untergattung Spelaeodiscus (Spelaeodiscus) Brusina, 1886 und Aspasita Westerlund, 1889[3])
    - Spelaeodiscus albanicus (Wagner, 1914)
    - Spelaeodiscus bulgaricus (Subai & Dedov, 2008)
    - Spelaeodiscus dejongi Gittenberger, 1969
    - Spelaeodiscus hauffeni (Schmidt, 1855)
    - Spelaeodiscus obodensis Bole, 1965
    - Spelaeodiscus triarius (Rossmässler, 1839)
    - Spelaeodiscus unidentatus Bole, 1961

  - Gattung Virpazaria Gittenberger, 1969 (mit den Untergattungen Virpazaria (Virpazaria) Gittenberger, 1969 und Virpazaria (Aemiliella) Gittenberger, 1969)
    - Virpazaria adrianae Gittenberger, 1969
    - Virpazaria ripkeni Gittenberger, 1969

  - Gattung Klemmia Gittenberger, 1969
    - Klemmia sinistrorsa Gittenberger, 1969